# Aclastus macrops
Aclastus macrops là một loài tò vò trong họ Ichneumonidae.